# Яблуновський Сергій Михайлович
Сергі́й Миха́йлович Яблуно́вський (14 травня 1979 — 23 травня 2016) — сержант Збройних сил України, учасник російсько-української війни.

## Життєпис
Народився 1979 року в Мар'янському (Апостолівський район, Дніпропетровська область). Одружився, сімейне життя не склалося, розлучився. Залишилася донька 2001 р.н.
У часі війни — сержант, розвідник 92-ї окремої механізованої бригади, головний сержант.
23 травня 2016 року близько опівночі, під час обстрілу, який вчинили російські терористи з автоматичного гранатомета, на опорному пункті бригади поблизу міста Щастя зазнав вогнепально-осколкових поранень нижніх кінцівок і тулуба, опіків верхньої частини грудної клітки й правої руки. Сергію надали медичну допомогу в лікарні, але вранці він помер.
Похований в Мар'янському.
Без Сергія лишились батьки та донька.

## Нагороди та вшанування
- указом Президента України № 310/2016 від 23 липня 2016 року «за особисту мужність і високий професіоналізм, виявлені у захисті державного суверенітету та територіальної цілісності України, вірність військовій присязі» — нагороджений орденом «За мужність» III ступеня (посмертно)[1]